# Крестьянская война в России 1773—1775 годов. Восстание Пугачёва
«Крестьянская война в России 1773—1775 годов. Восстание Пугачёва» — фундаментальный труд авторского коллектива учёных-историков из ленинградского и московского отделений Института истории АН СССР о Крестьянской войне под предводительством Емельяна Пугачёва. Первый том целиком написан В. В. Мавродиным и опубликован в 1961 году, над вторым (1966) и третьим (1970) томами работал коллектив авторов, в том числе А. И. Андрущенко, М. Д. Курмачева, Р. В. Овчинников, Ю. А. Лимонов, Л. С. Прокофьева и В. М. Панеях, под общей редакцией В. В. Мавродина.

## Издание
- Мавродин В. В. Крестьянская война в России 1773—1775 годов. Восстание Пугачёва. Т. I. — Л.: Изд-во ЛГУ, 1961. — 588 с. — 2100 экз.
- Крестьянская война в России 1773—1775 годов. Восстание Пугачёва. Т. II / отв. ред. В. В. Мавродин. — Л.: Изд-во ЛГУ, 1966. — 512 с. — 2000 экз.
- Крестьянская война в России 1773—1775 годов. Восстание Пугачёва. Т. III / отв. ред. В. В. Мавродин. — Л.: Изд-во ЛГУ, 1970. — 488 с. — 1500 экз.